# Val × Love
Val × Love (戦×恋?, Varu Ravu) è un manga scritto e disegnato da Ryōsuke Asakura, serializzato da Square Enix sulla rivista Monthly Shōnen Gangan dal 12 dicembre 2015 al 10 marzo 2023. L'opera ha ricevuto un adattamento anime realizzato da Hoods Entertainment, andato in onda dal 5 ottobre al 21 dicembre 2019.

## Trama
Fin da bambino,Takuma Akutsu ha sempre avuto una faccia spaventosa. Per questo viene costantemente ignorato dai suoi compagni di classe e attira solo cattive attenzioni, come gangster e teppisti. Di conseguenza, ha sviluppato un'ansia sociale ed è incapace di conversare adeguatamente con le persone. Questo fatto e la sua faccia spaventosa non fanno che esacerbare la sua cattiva reputazione, tanto che le viene addirittura affibbiato il soprannome di "Akuma" (demone). Un giorno, Takuma salva Natsuki e riceve una rivelazione da Odino, il signore di Asgard, che se non fermano i demoni, il mondo andrà nel caos. Per aiutarlo nella sua missione, Odino invia le sue nove figlie, le nove valchirie, sulla Terra. Odino quindi le affida una missione: dimostrare che l'amore salverà il mondo poiché si dice che la fonte della forza di una fanciulla sia l'amore.

## Personaggi
Takuma Akutsu (亜久津 拓真?, Akutsu Takuma)
Doppiato da: Yuya Hirose
È un einherjar e viene aiutato dalle nove sorelle valchirie. Con una corporatura forte e spaventosa ma una personalità timida, Takuma, all'inizio, non riusciva ad essere sociale. Tuttavia, si allena per diventare un einherjar appropriato. Tiene in mano Mistilteinn, una delle sole tre Lacrime di Yggdrasil, donatagli da Odino stesso.

### Famiglia Saotome
Ichika Saotome (早乙女 一千花?, Saotome Ichika)
Doppiata da: Yumi Uchiyama
La maggiore delle nove sorelle Saotome e capitano delle Valchirie, Ichika Saotome è la Valchiria della Lancia, Brunilde. Non approva Takuma come l'amante di lei e delle sue sorelle per buona parte dei primi archi, sebbene questo atteggiamento cambi durante una battaglia significativa.
Futaba Saotome (早乙女 二葉?, Saotome Futaba)
Doppiata da: Yumi Hara
La seconda delle nove sorelle Saotome, Futaba Saotome è la valchiria del castello, Gerhilde. Tornato ad Asgard, Futaba aveva il soprannome di Sua Maestà, la Regina, nonostante fosse probabilmente la più debole delle nove. Si prende cura della maggior parte delle faccende domestiche quando lei ei suoi fratelli hanno invaso la casa di Takuma.
Misa Saotome (早乙女 三沙?, Saotome Misa)
Doppiata da: Ayaka Shimizu
La terza delle nove sorelle Saotome, Misa Saotome è la Valchiria del castello Ortlinde. Un personaggio maschiaccio, Misa è considerata dai suoi fratelli e sorelle più piccoli come una cosiddetta "maestra del romanticismo", nonostante lei stessa non abbia esperienza del genere.
Shino Saotome (早乙女 四乃?, Saotome Shino)
Doppiata da: Rikako Aida
La quarta delle nove sorelle Saotome, Shino Saotome è la Valchiria dell'Armatura Waltraute. È una reclusa, che mostra raramente la sua persona, figuriamoci il suo viso. È la Valchiria responsabile delle barriere intorno al residenza di Takuma per impedire ai servi del dio malvagio di trovare il santuario delle valchirie.
Itsuyo Saotome (早乙女 五夜?, Saotome Itsuyo)
Doppiata da: Ai Kakuma
La quinta delle nove sorelle Saotome, Itsuyo Saotome è la Valchiria della Catena, Schwertleite. Si era trasferita alla scuola di Takuma all'inizio del secondo trimestre ed era diventata presidente del consiglio studentesco.
Mutsumi Saotome (早乙女 六海?, Saotome Mutsumi)
Doppiata da: Rina Hidaka
La sesta delle nove sorelle Saotome, Mutsumi Saotome è la Valchiria dell'Ala, Helmwige. È un idolo popolare che frequenta raramente la scuola a causa del suo lavoro (il lavoro di idolo era un lavoro che le era stato imposto dalle sue sorelle per consentire maggiori opportunità a Val Love).
Natsuki Saotome (早乙女 七樹?, Saotome Natsuki)
Doppiata da: Kaede Hondo
La settima delle nove sorelle Saotome, Natsuki Saotome è la Valchiria della Lama, Siegrune, ed è attualmente la Valchiria di livello più alto delle nove. È una studentessa della scuola di Takuma la cui popolarità garantisce fan club anche al di fuori della sua scuola.
Yakumo Saotome (早乙女 八雲?, Saotome Yakumo)
Doppiata da: Maki Kawase
L'ottava delle nove sorelle Saotome, Yakumo Saotome è la Valchiria del Suono, Grimgerde. Tra tutte le sorelle, probabilmente odia di più Takuma, stuzzicandola costantemente anche se questo è perché ha un udito innaturalmente sovrumano e il cuore costantemente martellante di Takuma che la infastidisce troppo.
Kururi Saotome (早乙女 九瑠璃?, Saotome Kururi)
Doppiata da: Kotori Koiwai
La più giovane delle nove sorelle Saotome, Kururi Saotome è la Valchiria del Cannone, Rossweisse. Adora i robot e passa la maggior parte del suo tempo a costruire e creare oggetti casuali. Tuttavia, a causa dei suoi poteri, Midgard, cioè la Terra, i materiali, non funzionano come i materiali asgardiani e la maggior parte degli oggetti che produce non dura a lungo.

## Media

### Manga
Il manga, scritto e disegnato da Ryōsuke Asakura, è stato serializzato da Square Enix sulla rivista Monthly Shōnen Gangan dal 12 dicembre 2015 al 10 marzo 2023. I singoli capitoli sono stati periodicamente raccolti in 16 volumi tankōbon pubblicati dal 22 giugno 2016 all'11 maggio 2023. Il manga è edito negli Stati Uniti da Yen Press.

#### Volumi
| 1  | 22 giugno 2016 | ISBN 978-4-7575-5014-8                                                      |
| 1  | Capitoli (traduzioni letterali dei titoli) - 1. La fanciulla combattente (戦う乙女?, Tatakau otome) - 2. La fanciulla studiosa (勉強する乙女?, Benkyō suru otome) - 3. La fanciulla incatenante (縛る乙女?, Shibaru otome) - 4. La fanciulla viene incatenata (縛られる乙女?, Shibara reru otome) |                                                                             |
| 2  | 22 ottobre 2016 | ISBN 978-4-7575-5124-4                                                      |
| 2  | Capitoli (traduzioni letterali dei titoli) - 5. La fanciulla servitrice (奉仕する乙女?, Hōshi suru otome) - 6. La fanciulla del segreto (秘密の乙女?, Himitsu no otome) - 7. La fanciulla a porte chiuse (密室の乙女?, Misshitsu no otome) - 8. La fanciulla impareggiabile (無双する乙女?, Musō suru otome) - 9. La fanciulla bagnata (濡れる乙女?, Nureru otome) |                                                                             |
| 3  | 22 maggio 2017 | ISBN 978-4-7575-5343-9                                                      |
| 3  | Capitoli (traduzioni letterali dei titoli) - 10. La fanciulla senza amante (恋人のいない乙女?, Koibito no inai otome) - 11. La fanciulla credente (信じる乙女?, Shinjiru otome) - 12. La fanciulla e l'incontro (乙女に逢いに?, Otome ni ai ni) - 13. La fanciulla nuda (裸の乙女?, Hadaka no otome) - 14. La fanciulla tagliente (斬る乙女?, Kiru otome) - 15. La fanciulla danzante (踊る乙女?, Odoru otome) |                                                                             |
| 4  | 22 settembre 2017 | ISBN 978-4-7575-5475-7                                                      |
| 4  | Capitoli (traduzioni letterali dei titoli) - 16. La fanciulla da esaminare (診られる乙女?, Mi rareru otome) - 17. La fanciulla tessitrice (手繰る乙女?, Taguru otome) - 18. La fanciulla da fotografare (撮られる乙女?, Tora reru otome) - 19. La fanciulla potenziatrice (強くする乙女?, Tsuyoku suru otome) - 20. La fanciulla che tocca e la fanciulla che si fa toccare (触る乙女と触られる乙女?, Sawaru otome to sawara reru otome) - Manga omake (オマケマンガ?, Omake manga) |                                                                             |
| 5  | 22 marzo 2018 | ISBN 978-4-7575-5654-6                                                      |
| 5  | Capitoli (traduzioni letterali dei titoli) - 21. La fanciulla che fa il bucato (洗う乙女?, Arau otome) - 22. Le circostanze della fanciulla (乙女の事情?, Otome no jijō) - 23. Gli affari della dea (女神の事情?, Megami no jijō) - 24. La fanciulla ubriaca (酔う乙女?, You otome) - 25. La fanciulla da nascondere (隠す乙女?, Kakusu otome) - 26. La fanciulla debole (弱い乙女?, Yowai otome) - Manga omake (オマケマンガ?, Omake manga) |                                                                             |
| 6  | 22 ottobre 2018 | ISBN 978-4-7575-5872-4                                                      |
| 6  | Capitoli (traduzioni letterali dei titoli) - 27. La fanciulla duratura (耐える乙女?, Taeru otome) - 28. La fanciulla che accetta (認める乙女?, Mitomeru otome) - 29. La fanciulla in convalescenza (回復する乙女?, Kaifuku suru otome) - 30. La distruzione della dea (女神の破壊?, Megami no hakai) - 31. L'anima della fanciulla (乙女の魂?, Otome no tamashī) - 32. La fanciulla del bagno pubblico (銭湯乙女?, Sentō otome) - 33. La fanciulla in mostra (見せつける乙女?, Misetsukeru otome) - 34. La fanciulla che dorme nelle vicinanze (添い寝する乙女?, Soine suru otome)       |                                                                             |
| 7  | 11 maggio 2019 | ISBN 978-4-7575-6116-8                                                      |
| 7  | Capitoli (traduzioni letterali dei titoli) - 35. Gli dei che si oppongono (対峙する神々?, Taiji suru kamigami) - 36. La fanciulla felice (気持ちいい乙女?, Kimochīi otome) - 37. La fanciulla presa in giro (いじられる乙女?, Ijira reru otome) - 38. La fanciulla dotata (贈られる乙女?, Okura reru otome) - 39. La fanciulla donatrice (贈る乙女?, Okuru otome) - 40. La fanciulla scelta (かかれる乙女?, Kakareru otome) |                                                                             |
| 8  | 12 settembre 2019 | ISBN 978-4-7575-6270-7 (ed. regolare) ISBN 978-4-7575-6271-4 (ed. limitata) |
| 8  | Capitoli (traduzioni letterali dei titoli) - 41. La fanciulla ribelle (反抗期の乙女?, Hankōki no otome) - 42. Le fanciulle delle pulizie (大掃除する乙女?, Daisōji suru otome) - 43. Le fanciulle che lavorano part-time (バイトする乙女?, Baito suru otome) - 44. La fanciulla che flirta (イチャイチャする乙女?, Ichaicha suru otome) - 45. La fanciulla formatrice di unità (ユニットを組む乙女?, Yunitto o kumu otome) |                                                                             |
| 9  | 12 novembre 2019 | ISBN 978-4-7575-6371-1 (ed. regolare) ISBN 978-4-7575-6372-8 (ed. limitata) |
| 9  | Capitoli (traduzioni letterali dei titoli) - 46. La dea del bacio (キスする女神?, Kisu suru megami) - 47. La dea degli appuntamenti (デートする女神?, Dēto suru megami) - 48. La fanciulla in gita scolastica (見学する乙女?, Kengaku suru otome) - 49. La fanciulla addormentata (眠る乙女?, Nemuru otome) - Versione one-shot (読切版?, Yomikiri-ban) - Manga omake (オマケマンガ?, Omake manga) |                                                                             |
| 10 | 11 aprile 2020 | ISBN 978-4-7575-6587-6                                                      |
| 10 | Capitoli (traduzioni letterali dei titoli) - 50. La fanciulla speciale (特別な乙女?, Tokubetsuna otome) - 51. La fanciulla sognante (夢見る乙女?, Yumemiru otome) - 52. La fanciulla dell'incontro (出会う乙女?, Deau otome) - 53. La fanciulla che bacia (キスする乙女?, Kisu suru otome) - 54. La determinazione di un amante (恋人の覚悟?, Koibito no kakugo) - Manga omake (オマケマンガ?, Omake manga) |                                                                             |
| 11 | 12 ottobre 2020 | ISBN 978-4-7575-6892-1                                                      |
| 11 | Capitoli (traduzioni letterali dei titoli) - 55. La fanciulla degli appuntamenti (デートする乙女?, Dēto suru otome) - 56. L'amante dichiarato (宣言する恋人?, Sengen suru koibito) - 57. La fanciulla che dorme nelle vicinanze 2 (添い寝する乙女 2?, Soine suru otome 2) - 58. La fanciulla che bacia 2 (キスする乙女 2?, Kisu suru otome 2) - 59. La dea dipendente (頼る女神?, Tayoru megami) - 60. Le fanciulle commestibili (食べてもらう乙女?, Tabete morau otome) |                                                                             |
| 12 | 12 marzo 2021 | ISBN 978-4-7575-7148-8                                                      |
| 12 | Capitoli (traduzioni letterali dei titoli) - 61. La famiglia della fanciulla (乙女の家族?, Otome no kazoku) - 62. L'amante che non si lascia andare (落とさない恋人?, Otosanai koibito) - 63. La fanciulla che ritorna (帰る乙女?, Kaeru otome) - 64. La fanciulla che impedisce (迎え撃つ乙女?, Mukaeutsu otome) - 65. La premonizione della fanciulla (乙女の予感?, Otome no yokan) - Manga omake (オマケマンガ?, Omake manga) |                                                                             |
| 13 | 11 agosto 2021 | ISBN 978-4-7575-7418-2                                                      |
| 13 | Capitoli (traduzioni letterali dei titoli) - 66. La fanciulla traditrice (裏切る乙女?, Uragiru otome) - 67. L'amante credente (信じる恋人?, Shinjiru koibito) - 68. La fanciulla del bagno pubblico 2 (銭湯乙女 2?, Sentō otome 2) - 69. La fanciulla e la dea (乙女と女神?, Otome to megami) - 70. La fanciulla prima della resa dei conti (決戦前の乙女?, Kessen mae no otome) |                                                                             |
| 14 | 12 febbraio 2022 | ISBN 978-4-7575-7737-4                                                      |
| 14 | Capitoli (traduzioni letterali dei titoli) - 71. La fanciulla di cui innamorarsi (好きになる乙女?, Sukininaru otome) - 72. La fanciulla salvatrice (救う乙女?, Sukuu otome) - 73. La fanciulla al tuo fianco (そばにいる乙女?, Soba ni iru otome) - 74. La fanciulla in arrivo (辿り着く乙女?, Tadori tsuku otome) - 75. Il dio malvagio innamorato (恋する邪神?, Koisuru jashin) |                                                                             |
| 15 | 10 agosto 2022 | ISBN 978-4-7575-8072-5                                                      |
| 15 | Capitoli (traduzioni letterali dei titoli) - 76. La prova della dea (証明する女神?, Shōmei suru megami) - 77. La lettera dell'amante (記す恋人?, Shirusu koibito) - 78. Il dio malvagio accerchiato (囲まれる邪神?, Kakoma reru jashin) - 79. L'amante che si fa avanti (進む恋人?, Susumu koibito) - 80. La fanciulla convocata (召喚する乙女?, Shōkan suru otome) - 81. La fanciulla innamorata (戦恋する乙女?, Sen koisuru otome) - 82. La fanciulla innamorata 2 (戦恋する乙女 2?, Sen koisuru otome 2)                                                                              |                                                                             |
| 16 | 11 maggio 2023 | ISBN 978-4-7575-8565-2                                                      |
| 16 | Capitoli (traduzioni letterali dei titoli) - 83. La fanciulla innamorata 3 (戦恋する乙女 3?, Sen koisuru otome 3) - 84. La fanciulla innamorata 4 (戦恋する乙女 4?, Sen koisuru otome 4) - 85. La fanciulla innamorata 5 (戦恋する乙女 5?, Sen koisuru otome 5) - 86. La fanciulla innamorata 6 (戦恋する乙女 6?, Sen koisuru otome 6) - 87. La famiglia della fanciulla (家族の乙女?, Kazoku no otome) - 88. La confessione della fanciulla (乙女の告白?, Otome no kokuhaku) - 89. L'amante dichiarato (誓う恋人?, Chikau koibito) - 90. La fanciulla amata (愛する乙女?, Aisuru otome) |                                                                             |

### Anime
Un adattamento anime della serie è stato annunciato da Square Enix l'11 maggio 2019. La serie è stata realizzata dallo studio Hoods Entertainment e diretta da Takashi Naoya, con Tatsuya Takahashi che ha curato la composizione della serie, Kiyoshi Tateishi il character design e i Technoboys Pulcraft Green-Fund che hanno composto la musica. È andato in onda dal 5 ottobre al 21 dicembre 2019 su Tokyo MX, Sun Television e Nippon BS Broadcasting. La prima stagione è composta da 12 episodi. Rikako Aida ha composto la sigla di apertura della serie for ..., mentre le nove sorelle Saotome hanno eseguito la sigla di chiusura della serie Up-Date x Please !!! in tre gruppi con tre versioni.

#### Episodi
| Nº | Titolo italiano (traduzione letterale) Giapponese 「Kanji」 - Rōmaji                                                  | In onda          | In onda |
| Nº | Titolo italiano (traduzione letterale) Giapponese 「Kanji」 - Rōmaji                                                  | Giapponese       |         |
| 1  | La fanciulla combattente 「戦う乙女」 - Tatakau otome                                                                 | 5 ottobre 2019   |         |
| 2  | La fanciulla incatenante 「縛る乙女」 - Shibaru otome                                                                 | 12 ottobre 2019  |         |
| 3  | La fanciulla del segreto 「秘密の乙女」 - Himitsu no otome                                                            | 19 ottobre 2019  |         |
| 4  | La fanciulla servitrice 「奉仕する乙女」 - Hōshi suru otome                                                           | 26 ottobre 2019  |         |
| 5  | La fanciulla credente 「信じる乙女」 - Shinjiru otome                                                                 | 2 novembre 2019  |         |
| 6  | La fanciulla nuda 「裸の乙女」 - Hadaka no otome                                                                      | 9 novembre 2019  |         |
| 7  | La fanciulla tessitrice 「手繰る乙女」 - Taguru otome                                                                 | 16 novembre 2019 |         |
| 8  | La fanciulla potenziatrice 「強くする乙女」 - Tsuyoku suru otome                                                      | 23 novembre 2019 |         |
| 9  | La fanciulla che tocca e la fanciulla che si fa toccare 「触る乙女と触られる乙女」 - Sawaru otome to sawarareru otome | 30 novembre 2019 |         |
| 10 | La fanciulla ubriaca 「酔う乙女」 - You otome                                                                         | 7 dicembre 2019  |         |
| 11 | La fanciulla che accetta 「認める乙女」 - Mitomeru otome                                                              | 14 dicembre 2019 |         |
| 12 | La fanciulla che ama 「恋する乙女」 - Koi suru otome                                                                  | 21 dicembre 2019 |         |